# Mezővári Gyula
Mezővári Gyula (Székesfehérvár, 1955. május 16. –) újságíró, szerkesztő, tanár.

## Életpályája
Az ELTE magyar-történelem szakán végzett. Balatonfüreden, majd a dunaújvárosi Münnich- (ma Széchenyi-) gimnáziumban, később az ELTE BTK XIX. Századi Magyar Irodalomtörténeti Tanszékén tanított. Bölcsészdoktor. 
A rendszerváltás idején a Népszava riportereként dolgozott, majd a Cash Flow gazdasági magazin főszerkesztőjeként. Ezt követően lapszerkesztőként a Mai Nap és Blikk, főszerkesztőként a Diplomatic & Business Life, vezető szerkesztőként a Piac&Profit foglalkoztatta. 2003-2009 között az Interpress Magazin főszerkesztőjeként dolgozott. 2023 óta az AcNews főszerkesztője. 
Alapító főszerkesztője volt Az Utazó Magazinnak (1997-2020) és a Budapest Bristol (2009-2010) irodalmi folyóiratnak.
2010-ben alapította az iromuhely.com portált, amelynek keretében kreatív írást, regényírást és újságírást, kommunikációt tanít. Ezzel párhuzamosan működteti a top7hungary idegenforgalmi honlapot is. 